# The Orlons
The Orlons waren eine US-amerikanische Rhythm-and-Blues-Gesangsgruppe, die Anfang der 1960er Jahre in Philadelphia, Pennsylvania, gegründet wurde.

## Mitglieder
- Rosetta Hightower (* 23. Juni 1944; † 2. August 2014)
- Shirley Brickley (* 9. Dezember 1944; † 13. Oktober 1977)
- Marlena Davis (* 4. Oktober 1944; † 1993), bis 1963
- Stephen Caldwell (* 22. November 1942), bis 1964
- Sandy Person (für Marlena Davis)
- Yvonne Young (für Stephen Caldwell)
- Audrey Brickley († 3. Juli 2005, für Yvonne Young)

## Geschichte
In den späten 1950er Jahren sangen die Junior-Highschool-Mädchen Rosetta Hightower und Marlena Davis zusammen mit drei Schwestern namens Brickley unter dem Namen Audrey and the Teenettes (Audrey war eine der drei Brickleys). Aus dem Quintett wurde bald ein Trio, nachdem Audrey und ihre Schwester Jean auf Geheiß der Mutter wegen ihres jungen Alters nicht mehr in Nachtclubs auftreten durften. Nachdem die drei Übriggebliebenen 1960 in die Highschool gewechselt waren, stieß der Student Stephen Caldwell, bisher Frontsänger der Gesangsgruppe The Romeos, zu dem Trio. Die Vier nannten sich fortan The Orlons. Mit dem Namen, der auch eine synthetische Textilfaser bezeichnete, grenzten sie sich gegen eine ebenfalls in ihrer Highschool musizierende Gruppe The Cashmeres ab.
Len Barry, Frontsänger der Dovells und Schulfreund der drei Sängerinnen, ermutigte die Gruppe, sich der seiner Plattenfirma Cameo-Parkway vorzustellen. Im Ergebnis erhielten die Orlons beim Schwesterunternehmen Cameo einen Plattenvertrag, und im September 1961 wurde ihre erste Single veröffentlicht. Nachdem sie auch als Backgroundchor bei Aufnahmen mit anderen Sängern eingesetzt worden waren, z. B. bei Mashed Potato Time mit Dee Dee Sharp, kamen die Orlons mit dem Titel ihrer dritten Single The Wah-Watusi zu ihrem ersten Plattenerfolg. In den Hot 100 des US-Musikmagazins Billbord kam The Wah-Watusi im Sommer 1962 auf den zweiten Platz, in der R&B-Hitliste wurde der Titel mit Rang fünf bewertet. Bis 1964 kamen die Orlons mit jeder ihrer Singles sowohl in die Hot 100 als auch in die R&B-Charts.
Ab August 1963 kam es zu personellen Änderungen. Zunächst verließ Marlena Davis die Gruppe, sie wurde durch Sandy Person ersetzt. 1964 ging auch Stephen Caldwell fort, ihm folgte kurzfristig Yvonne Young, die bald von Audrey Brickley, der Schwester von Sherley, abgelöst wurde. Da die Orlons sich von ihrer Plattenfirma nicht mehr optimal betreut fühlten, wechselten sie 1966 für eine Singleproduktion zu dem kleinen Label Calla und danach zu ABC Records. Dort wurden jedoch auch nur zwei Singles veröffentlicht, ohne dass der Erfolg zurückkehrte. Da die meisten ihrer Schallplatten auch in Großbritannien veröffentlicht worden waren und sie mit dem Titel Don’t Hang Up 1962 auch in die Top 40 der britischen Charts gekommen waren, tourten die Orlons Ende der zweiten Hälfte der 1960er Jahre mit bescheidenem Erfolg über die Insel.
Als Rosetta Hightower 1968 während der Englandtour die Gruppe verließ, um eine Solokarriere zu beginnen, lösten sich die Orlons auf. 1988 formten Stephen Caldwell und Marlena Davis mit zwei neuen Mitgliedern die Orlons noch einmal neu und traten in einer Reihe von Oldie-Konzerten auf. Als Davis 1993 starb, war es mit den Orlons endgültig zu Ende.

## US-Diskografie

### Vinyl-Singles
| A/B-Seite                                    | Katalog-Nr. | Veröffentlichung |
| -------------------------------------------- | ----------- | ---------------- |
|                                              | Cameo       |                  |
| I’ll Be True / Heart, Darling, Angel         | 198         | September 1961   |
| Mr. Twenty-One / Please Let It Be Me         | 211         | Februar 1962     |
| The Wah-Watusi / Holiday Hill                | 218         | Mai 1962         |
| The Conservative / Don’t Hang Up             | 231         | Oktober 1962     |
| South Street / Them Terrible Boots           | 243         | Februar 1963     |
| Not Me / My Best Friend                      | 257         | Juni 1963        |
| Crossfire! / It’s No Big Thing               | 273         | September 1963   |
| Bon-doo-wah / Don’t Throw Your Love Away     | 287         | November 1963    |
| Shimmy Shimmy / Everything Nice              | 295         | Januar 1964      |
| Rules of Love / Heartbreak Hotel             | 319         | Mai 1964         |
| Knock! Knock! (Who’s There?) / Goin’ Places  | 332         | August 1964      |
| I Ain’t Comin’ Back / Envy                   | 346         | Dezember 1964    |
| Come on Down Baby Baby / I Ain’t Comin’ Back | 352         | Januar 1965      |
| Don’t You Want My Lovin’ / I Can’t Take It   | 372         | Juli 1965        |
| No Love But Your Love / Envy (In My Eyes)    | 384         | November 1965    |
|                                              | Calla       |                  |
| Spinnin’ Top / Anyone Who Had a Heart        | 113         | Mai 1966         |
|                                              | ABC         |                  |
| Keep Your Hands Off My Baby / Everything     | 10894       | Februar 1967     |
| Kissin’ Time / Once Upon a Time              | 10948       | Juli 1967        |

### Vinyl-Musikalben
| Titel                       | Katalog-Nr. | Veröffentlichung |
| --------------------------- | ----------- | ---------------- |
| The Wah-Watusi              | Cameo 1020  | August 1962      |
| All the Hits by the Orlons  | Cameo 1033  | Dezember 1962    |
| South Street                | Cameo 1041  | Juni 1963        |
| Not Me                      | Cameo 1054  | Juni 1963        |
| Biggest Hits                | Cameo 1061  | August 1963      |
| Golden Hits (& The Dovells) | Cameo 1067  | August 1963      |
| Down Memory Lane            | Cameo 1073  | November 1963    |

## Compact Discs*
| Titel                         | Label   | Veröffentlichung |
| ----------------------------- | ------- | ---------------- |
| All Their Hits                | Campark | 1996             |
| The Best of the Orlons        | ABKCO   | 2005             |
| The Wah-Watusi / South Street | Ace     | 2010             |

* in Deutschland vertrieben